# Maramec
Maramec is een plaats (town) in de Amerikaanse staat Oklahoma, en valt bestuurlijk gezien onder Pawnee County.

## Demografie
Bij de volkstelling in 2000 werd het aantal inwoners vastgesteld op 104.
In 2006 is het aantal inwoners door het United States Census Bureau geschat op 106, een stijging van 2 (1,9%).

## Geografie
Volgens het United States Census Bureau beslaat de plaats een oppervlakte van
0,6 km², geheel bestaande uit land. Maramec ligt op ongeveer 293 m boven zeeniveau.

## Plaatsen in de nabije omgeving
De onderstaande figuur toont nabijgelegen plaatsen in een straal van 16 km rond Maramec.